# Селинунт (Киликия)
Селину́нт (др.-греч. Σελινοῦς, лат. Selinus) — руины древнего античного города в Турции, в исторической области Киликия (Исаврия). Расположены в 45 километрах к юго-востоку от Аланьи и в 3 километрах к юго-западу от Газипаши, на побережье Средиземного моря, в устье речки Газипаша.
Место смерти императора Траяна в 117 году, после чего был известен как Траянополь (др.-греч. Τραϊανούπολις).. Упоминается Птолемеем, Плинием и другими античными географами. Порт в устье одноимённой реки. Позже присоединён к Исаврии.
В ранневизантийскую эпоху (IV — нач. V в.) в Селинунте, в горной крепости Кастелло-Ломбардо (итал. Castelo Lombardo) образована кафедра епархии, относившейся к митрополии Исаврии с центром в Селевкии. В 498 году был захвачен и доставлен в Константинополь Лонгин Селинунтский, лидер исавров в мятеже против императора Анастасия, продолжавшемся с 492 по 498 годы и известном как гражданская Исаврийская война. Его провели в цепях по Константинополю и казнили в Никее; голову выставили на обозрение.
Сохранились следующие строения и сооружения: крепостные стены, акведук, театр, баня, базилика, некрополь и дом сельджукского периода.
Титулярная епархия Католической церкви.